# Odinophora dorsalis
Odinophora dorsalis là một loài tò vò trong họ Ichneumonidae.